# Haplothrips nubilipennis
Haplothrips nubilipennis är en insektsart som beskrevs av Ian A. Hood 1914. Haplothrips nubilipennis ingår i släktet Haplothrips och familjen rörtripsar. Inga underarter finns listade i Catalogue of Life.